# Fladdermusvråk
Fladdermusvråk (Macheiramphus alcinus) är en fågel i familjen hökar med egenartat utseende som anpassat sig till att leva av fladdermöss. Den förekommer i tre skilda områden: Sydostasien, Afrika söder om Sahara och på Nya Guinea.

## Utseende och läten
Fladdermusvråken är en medelstor (41–51 cm) rovfågel med egenartat utseende: falklika långa och spetsiga vingar, kort stjärt, spetsig huvudtofs, stora ögon och liten näbb men mycket stort gap. Fjäderdräkten är brunsvart med vitt på strupsidorna och ibland även på buk och kring ögat. I flykten syns ljusa stjärtband och fläckar på handpennorna.
Arten är tystlåten utom vid boet där ett svagt falkliknande "kek-kek-kek..." kan höras.

## Utbredning och systematik
Fladdermusvråk placeras som ensam art i släktet Macheiramphus.. Den har en ovanlig tredelad utbredning fördelad på tre underarter:
- Macheiramphus alcinus alcinus – södra Myanmar till Malackahalvön, Sumatra, Borneo och Sulawesi
- Macheiramphus alcinus papuanus – östra Nya Guinea
- Macheiramphus alcinus anderssoni – Afrika söder om Sahara och på Madagaskar

Fladdermusvråkens närmaste släktingar är troligen de utseendemässigt avvikande tropiska örnarna papuaörn, harpyja och amazonörn.

## Levnadssätt
Fladdermusvråken hittas lokalt i städsegrön skog och i tät lövskog, ofta på kalkrik mark med tillgång på grottor. Som namnet avslöjar lever den av fladdermöss, framför allt 20-75 gram tunga insektsätande arter, som den sväljer hela.

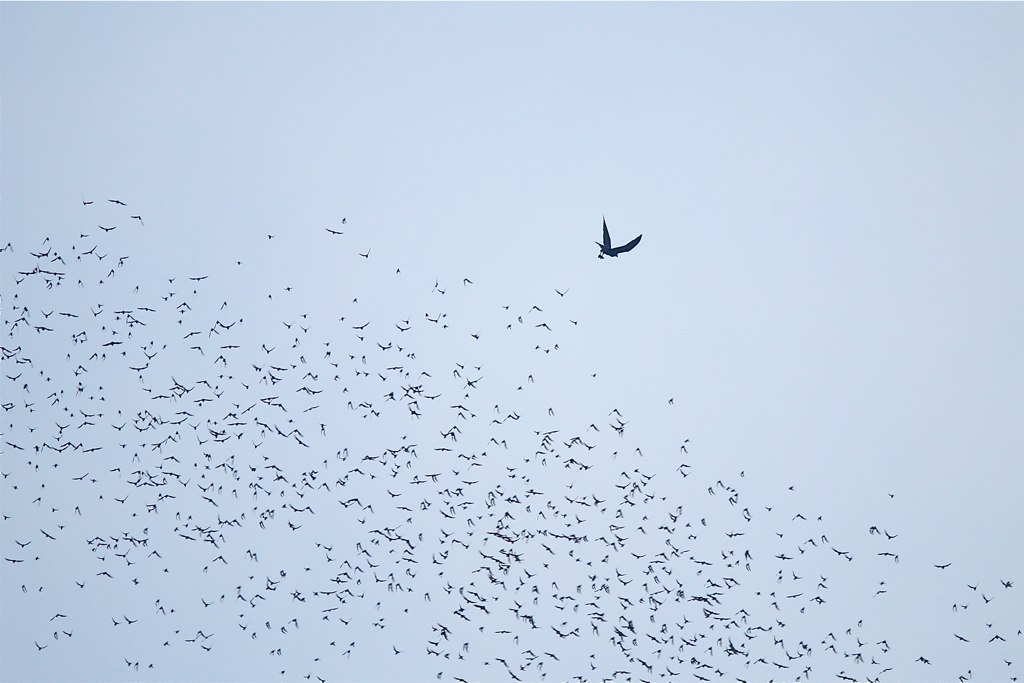
Fladdermusvråk som jagar.

## Status och hot
Arten har en liten världspopulation på endast 1 000 till 10 000 individer. Utbredningsområdet är dock stort och populationsutvecklingen är stabil, varför IUCN kategoriserar arten som livskraftig (LC).